# Melanargia helalla
Melanargia helalla är en fjärilsart som beskrevs av Hans Fruhstorfer 1916. Melanargia helalla ingår i släktet Melanargia och familjen praktfjärilar. Inga underarter finns listade i Catalogue of Life.